# USS Kentucky (SSBN-737)
El USS  Kentucky  (SSBN-737), es un submarino de misiles balísticos de la Armada de los Estados Unidos, de clase Ohio, que está en servicio desde 1991. Es el tercer barco de la Armada de los Estados Unidos que se nombra en honor a  Kentucky , el 15º estado.

## Construcción y puesta en marcha
El contrato para construir  Kentucky  fue adjudicado a la Electric Boat de General Dynamics en Groton, Connecticut, el 13 de agosto de 1985 y su quilla se coloco el 18 de diciembre de 1987. Fue botado el 11 de agosto de 1990, amadrinado por Carolyn Pennebaker Hopkins, que utilizó una mezcla personalizada de whisky de Bourbon, mezclada para la ocasión, en lugar de la tradicional botella de champán. Entró en servicio el 13 de julio de 1991. Michael G. Riegel al mando de la tripulación Azul y el Capitán Joseph Henry al mando de la tripulación Dorada.

## Historial de servicio

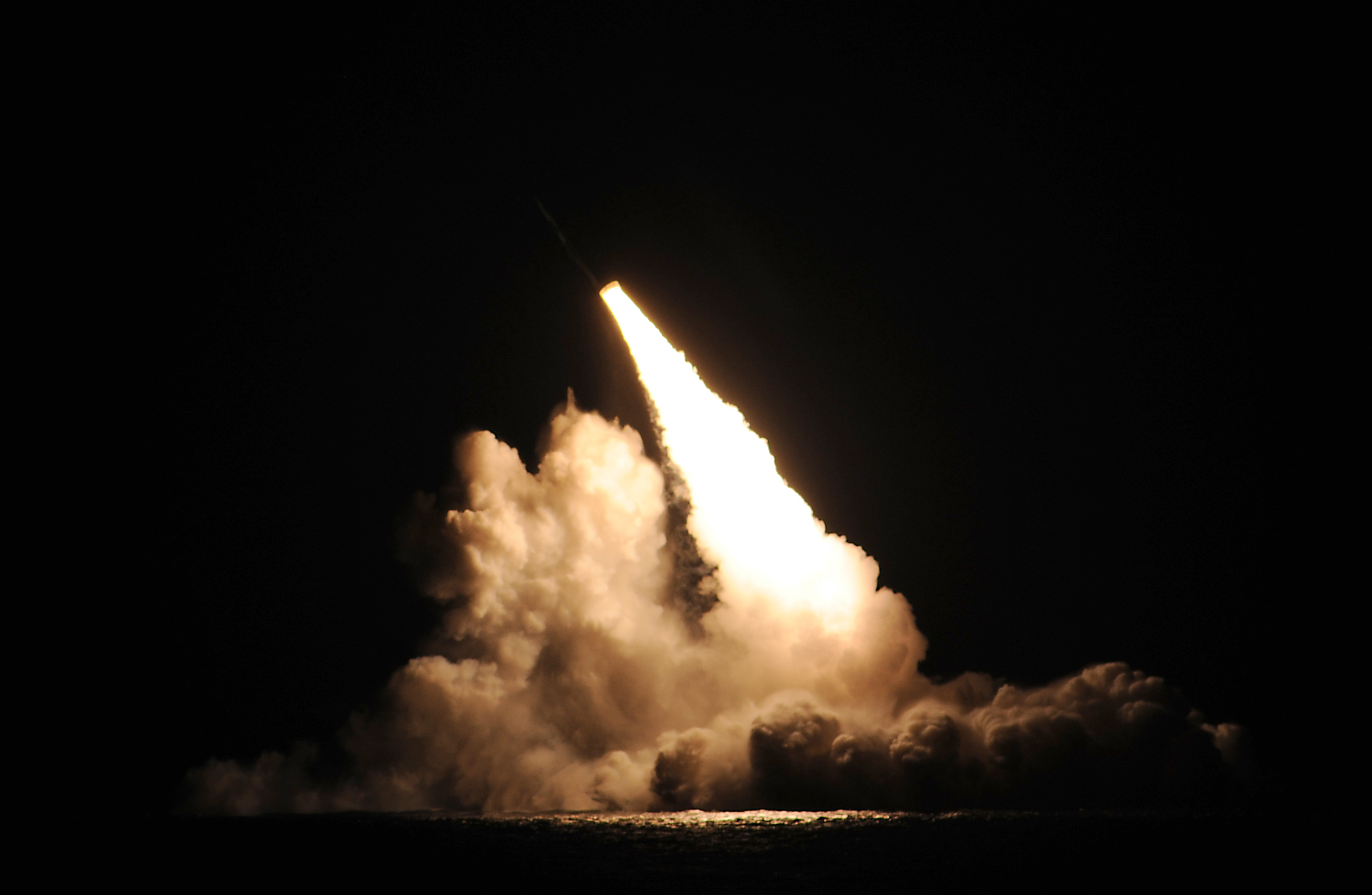
Kentucky disparando un SLBM en 2015 como parte de una prueba.

El 19 de marzo de 1998 al sur de Long Island, Nueva York,  Kentucky  colisionó con el submarino de ataque USS San Juan (SSN-751) mientras los dos submarinos estaban llevando a cabo un simulacro de entrenamiento conjunto antes del despliegue. Uno de los lados de la popa del  Kentucky  fue ligeramente dañado; el tanque de lastre del USS San Juan (SSN-751) se rompió, pero el USS San Juan pudo salir a la superficie y regresar al puerto a salvo. Ningún personal sufrió lesiones. El  Kentucky  regresó a patrullar al día siguiente.
En 2001 y 2002, la tripulación de oro de  Kentucky  ganó el primer lugar en la Flota Atlántica de los Estados Unidos. Premio en Memoria del Capitán Edward F. Ney. Concurso de cocina submarina a flote para un servicio de comida excepcional.
En 2005, tanto el Blue como el Gold Crews del  Kentucky,  fueron nombrados Coroneles del  Kentucky,  por el Gobernador de  Kentucky  Ernie Fletcher.
 Kentucky  fue galardonado con el Battle Efficiency Award (Batalla "E") para Escuadrón de "Submarinos 17" en los periodos 2006 y 2009.
El  Kentucky  fue la tripulación de oro fue galardonada con una mención honorífica con el  premio Captain Edward F. Ney Memorial Award por su servicio de alimentos en 2007.
Las tripulaciones azul y dorada del Kentucky , fueron galardonadas con el Trofeo Omaha por su servicio como el mejor submarino de misiles balísticos en el 2009.
El 12 de octubre de 2011, " Kentucky " tenía su periscopio sobre el agua, cuando se dirigió a un nuevo rumbo que fue bloqueado por el barco Totem Ocean, "Midnight Sun". El submarino entró en contacto cercano de unos 800 metros con el carguero cerca de British Columbia en el Juan de Fuca Strait.
El barco ha aparecido tanto en el  History Channel - Maravillas modernas en 2010 y en el episodio de "Mega Meals" en 2011.
En enero de 2012 USS Kentucky ingresó a su Engineering Refueling Overhaul (Revisión de ingeniería de reabastecimiento de combustible - ERO) en el Astillero Naval de Puget Sound.
El 7 de noviembre de 2015, un misil desarmado lanzado desde el USS Kentucky  durante una prueba causó un estallido  en los medios sociales al ser confundido con un OVNI o meteorito. El lanzamiento también fue ampliamente reportado por los medios de comunicación en California del Sur.
El 13 de marzo de 2016, tras la finalización de su ERO.  El  USS Kentucky,  realizó su primera misión de disuasión estratégica desde el año 2011.